# 야오치즈
야오치즈(중국어: 姚期智, 병음: Yáo Qīzhì, 한자음: 요기지, 1946년 12월 24일~)는 중화인민공화국의 컴퓨터 과학자, 계산 이론학자이다. 현재 칭화 대학 교수와 칭화 대학 교차 정보 연구원 원장을 역임하고 있다. 영어 이름은 앤드루 치치 야오(영어: Andrew Chi-Chih Yao)이며 최소극대화를 이용하여 야오의 법칙을 증명했다.
1946년 중화민국에서 태어나 국립 타이완 대학을 졸업했고 1972년 하버드 대학교에서 첫 번째 박사 학위를 취득했다. 1975년 일리노이 대학교 어배너-섐페인에서 두 번째 박사 학위를 취득했고 미국 시민권을 기반으로 미국에 거주하며 컴퓨터 과학을 연구했다. 그는 2015년 양전닝과 함께 미국 시민권을 포기하고 중화인민공화국으로 귀화했고 중국과학원 소속 연구자가 되었다.

## 생애
1946년 중화민국 상하이시에서 태어나 국립 타이완 대학에서 물리학 학사 학위를 취득했다. 이후 군 복무를 마치고 미국으로 이주해 1972년 하버드 대학교에서 물리학 박사 학위를 받았다. 1973년 물리학 대신 컴퓨터 과학으로 전공을 바꿨으며 1975년 일리노이 대학교 어배너-섐페인에서 컴퓨터 과학 박사 학위를 취득했다. 박사 학위 취득 후 1975년부터 1976년까지 매사추세츠 공과대학교 조교수를, 1976년부터 1981년까지 스탠퍼드 대학교 조교수를, 1981년부터 1982년까지 캘리포니아 대학교 버클리 교수로 활동했다.
1982년부터 1986년까지 스탠퍼드 대학교 교수로 활동했고, 1986년부터 2004년까지 프린스턴 대학교에서 윌리엄과 에드너 매컬리어(영어: William and Edna Macaleer) 공학 및 응용과학 교수로 재직하며 알고리즘과 복잡성을 연구했다. 2004년 칭화 대학 교수와 칭화 대학 고등 연구원과 칭화 대학 이론 컴퓨터 과학 연구원 원장으로 부임했고 2010년부터 칭화 대학 교차 정보 연구원 원장으로 활동하며 같은 해에 ICTS 콘퍼런스를 창립했다. 2015년 양전닝과 함께 미국 시민권을 포기하고 중화인민공화국으로 귀화해 중국과학원 소속 중국인 연구자가 되었으며 현재 홍콩 중문 대학의 석좌 교수로도 활동하고 있다.

## 수상
1996년 크누스상을 수상했고 2000년 유사난수, 암호학, 전송 복잡도 분야에서 복잡도에 기반한 이론 연구로 계산 이론 분야에 공헌한 점을 인정받아 튜링상 수상자로 선정되었다. 그는 2021년 하이 테크 기술 분야에서 교토상을 받았다.

## 개인사
야오치즈는 미국국립과학원의 회원이며 미국 예술 과학 아카데미, 미국 과학 진흥 협회, ACM의 석학회원, 중국과학원의 연구원 직함을 가지고 있다. 그의 아내 추펑 또한 이론 컴퓨터 과학자로 활동하고 있다.
야오치즈는 2024년 5월 요슈아 벤지오, 제프리 힌턴 외 다른 인공지능 연구자들과 함께 인공지능이 가져올 수 있는 위험에 대한 공동 연구 논문을 발표했다. 이들은 2024 AI 서울 정상회의를 앞두고 AI 안전에 대한 연구가 부진하고 있으며 AI 정책 입안자들이 "적극적이고 적응적인 관리 메커니즘"을 연구해야 함을 경고했다.